# Xavier Herbert
Xavier Herbert (n. 15 mai 1901 — d. 10 noiembrie 1984) a fost un scriitor australian cunoscut în special pentru cartea sa Poor Fellow My Country cu care a câștigat Miles Franklin Award în 1975.

## Opere publicate
- Capricornia (1938)
- Seven Emus (1959)
- Soldiers' Women (1961)
- Disturbing Element (1963) - Autobiografie
- Larger than Life (1963) - Colecție de nuvele
- Poor Fellow My Country (1975) - Câștigător al Miles Franklin Award în 1975
- South of Capricornia (1990) - Colecție de nuvele
- Xavier Herbert (1992) - Colecție de nuvele

1. ↑  Autoritatea BnF, accesat în 10 octombrie 2015
2. ↑  CONOR.SI[*] Verificați valoarea |titlelink= (ajutor)